# Andrija Kaluđerović
Andrija Kaluđerović (ou Andrija Kaludjerović) (en serbe : Андрија Калуђеровић), né le 5 juillet 1987 à Bačka Topola en ex-Yougoslavie, est un footballeur international serbe évoluant au poste d'attaquant au Žalgiris Vilnius.

## Biographie

### Club
Originaire du Monténégro, certaines rumeurs l'envoient dans l'équipe du Monténégro, mais c'est finalement l'équipe de Serbie espoirs.
Considéré comme un éternel talent en devenir à ses débuts, il n'a pas la chance escomptée dans son premier club de l'OFK Belgrade. Après avoir signé en professionnel avec le club, il passe de nombreuses saisons en prêt pour différents clubs.
Lorsque le nouvel entraîneur de l'OFK Belgrade, Mihajlo Ivanović, arrive au club, Kaluđerović est renvoyé. C'est alors un autre club de Belgrade qui s'offre ses services, le FK Rad.
Après une bonne saison, Kaludjerović est pris pour participer aux Jeux olympiques 2008 à Pékin.
En 2010, il rejoint les géants de la capitale de l'Étoile rouge de Belgrade. Meilleur buteur de la division avec Ivica Iliev, il prend la deuxième place du classement général et se place derrière le Partizan.
Lors du mercato hivernal de 2012, Andrija Kaluđerović est transféré au Beijing Guoan en première division chinoise.

### Sélection
Le 7 avril 2010, il joue son premier match avec l'équipe de Serbie lors d'un match amical contre le Japon.

## Palmarès

### Individuel
- Championnat de Serbie :
  - Meilleur buteur : 2010-11
  - Équipe-type de l'année : 2010-11

## Vie privée
En janvier 2010, il se marie avec la présentatrice de télévision Milica Stanišić.